# Rosedale (Auckland)
Rosedale est une banlieue d’Auckland, située dans l’île du Nord de la Nouvelle-Zélande.

## Gouvernance
La banlieue de Rosedale est sous la gouvernance locale du Conseil d’Auckland.